# Jeffrey Eugenides
Jeffrey Kent Eugenides (Detroit, 1960. március 8. –) amerikai író. Számos novellát és esszét, valamint három regényt írt: The Virgin Suicides (1993), Middlesex (2002) és The Marriage Plot (2011). A The Virgin Suicides szolgált az 1999-es, azonos című film alapjául, míg a Middlesex 2003-ban szépirodalmi Pulitzer-díjat kapott, emellett a National Book Critics Circle Award, a Nemzetközi Dublini Irodalmi Díj és a francia Médicis-díj döntőjébe került.

## Életrajza
Jeffrey Kent Eugenides 1960. március 8-án született Detroitban. Apja révén görög, anyja révén angol és ír származású. Két idősebb testvére van. A Grosse Pointe-i magánegyetemi Liggett iskolájába, majd a Brown Egyetemre járt (ahol összebarátkozott a kortárs Rick Moodyval). 1982-ben diplomázott a Brownon, miután egy év szabadságot vett ki, hogy beutazza Európát, és ez idő alatt önkéntesként dolgozott Teréz anyánál Kalkuttában. A Brownra vonatkozó döntéséről így nyilatkozott: „A Brownt nagyrészt azért választottam, hogy John Hawkes-szal tanulhassak, akinek a munkásságát csodáltam. Beiratkoztam az angol nyelvi programba, ami arra kényszerített, hogy a Beowulftól kezdve a teljes angol hagyományt tanulmányozzam. Úgy éreztem, hogy mivel megpróbálok hozzátenni a hagyományhoz, jobb, ha tudok róla valamit”. 1986-ban a Stanford Egyetemen szerzett diplomát angol és kreatív írásból. Eugenides már viszonylag korán tudta, hogy író akar lenni, és azt mondta, 
„Nagyon korán döntöttem; a középiskola első évében. Abban az évben olvastuk az Ifjúkori önarcképet, és nagy hatással volt rám, olyan okokból, amelyek ma már elég mulatságosnak tűnnek számomra. Félig ír, félig görög vagyok - anyám családja Kentuckyból származott, déli hegylakók voltak, apai nagyszüleim pedig kis-ázsiai bevándorlók -, és emiatt azonosultam Stephen Dedalusszal. Hozzám hasonlóan ő is könyvmoly volt, jól értett a tudományokhoz, és „abszurd, ógörög nevet” viselt. [...] Emlékszem, hogy azt gondoltam [...], hogy írónak lenni a legjobb dolog, ami az ember lehet. Úgy tűnt, hogy az életre való maximális éberséget ígér. Szentnek tűnt számomra, szinte vallásosnak.”.
Legkorábbi irodalmi hatásai közül „a nagy modernistákat” említette. Joyce, Proust, Faulkner. Ezek közül fedeztem fel Musilt, Woolfot és másokat, és hamarosan a barátaimmal együtt Pynchont és John Barthot olvastunk. Az én generációm visszafelé nőtt fel. A kísérleti írással szoktattak le minket, mielőtt még sokat olvastunk volna abból a tizenkilencedik századi irodalomból, amellyel szemben a modernisták és a posztmodernisták reagáltak.”
Eugenides Detroitban nőtt fel, és a város és a gimnáziumi élményei hatással voltak írói munkásságára. Azt mondta, hogy „perverz módon szereti” szülőhelyét: „Azt hiszem, az amerikai történelem legtöbb fontos elemét Detroitban példázzák, az autó és a futószalag diadalától kezdve a rasszizmus mételyéig, nem is beszélve a zenéről, a Motownról, az MC5-ről, a house-ról, a technóról”. Azt is mondja, hogy „kísérti” Detroit hanyatlása. 1983-ban, miután lediplomázott a Brownon, San Franciscóba költözött azzal a szándékkal, hogy író lesz, és a Haight Streeten élt.
1986-ban megkapta a Filmművészeti és Filmtudományi Akadémia Nicholl-ösztöndíját a „Here Comes Winston, Full of the Holy Spirit” című történetéért. Miután néhány évig San Franciscóban élt, a New York-i Brooklynba költözött, és az Amerikai Költők Akadémiájának titkáraként dolgozott. New York-i tartózkodása alatt számos hasonlóan küzdő íróval kötött barátságot, köztük Jonathan Franzennel.
1999 és 2004 között Eugenides Berlinben élt, ahová azután költözött, hogy a Német Akadémiai Csereszolgálat ösztöndíját elnyerve egy évig Berlinben írhatott. 2007 óta a New Jersey állambeli Princetonban él, ahová azután költözött, hogy csatlakozott a Princetoni Egyetem Kreatív Írás Programjának tanszékéhez.
A kreatív írás tanításáról Eugenides a The Paris Review-nak adott interjújában megjegyezte: „Azt mondom a diákjaimnak, hogy amikor írnak, tegyenek úgy, mintha a valaha írt legjobb levelet írnák a legokosabb barátjuknak. Így soha nem fogjátok lekicsinyelni a dolgokat. Nem kell megmagyarázni olyan dolgokat, amiket nem kell megmagyarázni. Intimitást és természetes gyorsírást fogsz feltételezni, ami jó, mert az olvasók okosak, és nem akarják, hogy lekezelően bánjanak velük. Az olvasóra gondolok. Törődöm az olvasóval. Nem a „közönséggel”. Nem „olvasóközönség”. Csak az olvasó.”
Eugenides 2018-ban csatlakozott a New York Egyetem kreatív írói programjához, ahol az amerikai irodalom Lewis és Loretta Glucksman professzora lett.
Eugenides a MacDowell művészeti programban ismerkedett meg korábbi feleségével, Karen Yamauchi fotóművésszel és szobrásszal. 1995-ben házasodtak össze, és később született egy lányuk, Georgia Eugenides.

## Karrier

### The Virgin Suicides
Eugenides 1993-as regényét, a The Virgin Suicides-t 34 nyelvre fordították le. A regényből 1999-ben Sofia Coppola rendezésében a kritikusok által is elismert film készült. A regény a Michigan állambeli Grosse Pointe-ban játszódik, és öt nővér életéről és öngyilkosság általi haláláról szól egy egyre különösebbé váló év során, az őket megszállottan figyelő szomszéd fiúk szemszögéből.

### 1996–2001
Eugenides a The Virgin Suicides és a Middlesex közötti kilenc évben novellákat publikált, elsősorban a The New Yorkerben. Az 1996-ban megjelent „Baster” című novellája lett a 2010-es The Switch című romantikus vígjáték alapja. Eugenides a 90-es évek végén ideiglenesen félretette a Middlesexet, hogy elkezdjen dolgozni egy regényen, amely végül a harmadik regényének alapjául szolgált. A The New Yorkerben 2011-ben két részlet is megjelent abból a regényből, amely a Middlesex után Eugenides készülő harmadik regénye lett: „Asleep in the Lord” és „Extreme Solitude”. Eugenides volt a szerkesztője a My Mistress's Sparrow Is Dead című novellagyűjteménynek is. A gyűjtemény bevételét a 826 Chicago íróközpont kapja, amelyet azért hoztak létre, hogy ösztönözze a fiatalok írását.

### Middlesex
2002-ben megjelent Middlesex című regénye 2003-ban elnyerte a Pulitzer-díjat, emellett a National Book Critics Circle Award, a Dublini Nemzetközi Irodalmi Díj és a francia Prix Médicis döntőjébe került.[18] A Middlesex a lányként nevelkedett, de genetikailag férfinak számító Calliope Stephanides, vagy később Cal interszexuális személy életét és önmegismerését követve széles körben foglalkozik az Egyesült Államokban élő görög-amerikai bevándorlók tapasztalatával, Detroit felemelkedésével és bukásával is, és az interszex személy tapasztalatát vizsgálja az Egyesült Államokban.

### The Marriage Plot
Kilenc év szünet után, 2011 októberében jelent meg harmadik regénye, The Marriage Plot. A regény három fiatal felnőttről szól, akik egy szerelmi háromszögbe keveredve végzik el a Brown Egyetemet, és helyezkednek el a világban. A regény 2011-ben a National Book Critics Circle fikciós díj döntőse volt; a New York Times 2011-es figyelemre méltó könyve; és a Publishers Weekly, a Kirkus Reviews és a Telegraph listái szerint az év egyik legjobb könyve.

### Fresh Complaint and fourth novel
Eugenides 2017-ben adta ki az 1988 és 2017 között írt novelláinak gyűjteményét Fresh Complaint címmel. A művet úgy jellemezte, hogy „történetek nagyon vegyes tárháza, egészen különbözőek, nem mind rendeződnek egy bizonyos téma köré”.
Azt sugallta, hogy egy negyedik regényt is kiad egy meg nem határozott jövőbeli időpontban: „Van egy ötletem; nem tudom, hogy működni fog-e. De nagyobb vászon lesz, sokkal több szereplővel, mint a [The Marriage Plot-ban]. Ismét egy nagyon kis irányelvre fogok válaszolni. Meg lesz írva, nos, nem fogom megmondani - de tudom, hogyan lesz megírva, és mi lesz a szerkezete, és egészen más lesz, mint a The Marriage Plot.”

## Művei

### Regények
- The Virgin Suicides(wd). Hachette Book Group (1993) OCLC 678684783.
- Middlesex(wd). Random House (2002) OCLC 779600800.
- The Marriage Plot(wd). Fourth Estate (2011) OCLC 751711083.

### Novellagyűjtemények
- Fresh Complaint(wd). Farrar, Straus and Giroux (2017) OCLC 1004663495. Contains 10 short stories:
  - "Complainers" (2017)
  - "Air Mail" (1996)
  - "Baster" (The New Yorker, 1996)
  - "Early Music" (The New Yorker, 2005)
  - "Timeshare"
  - "Find the Bad Guy" (The New Yorker, 2013)
  - "The Oracular Vulva" (1999)
  - "Capricious Gardens" (The Gettysburg Review(wd), 1988)
  - "Great Experiment" (The New Yorker, 2008)
  - "Fresh Complaint" (2017)

### Novellák
- (1996. szeptember 1.) „The Speed of Sperm”. Granta (54). (Subscription Required)
- "A Genetic History of My Grandparents" (The New Yorker, 1997)
- "The Burning of Smyrna" (The New Yorker, 1998)
- "Ancient Myths" (The Spatial Uncanny, James Casebere, Sean Kelly Gallery, 2001)
- "The Obscure Object" (The New Yorker, 2002)
- "Extreme Solitude" (The New Yorker, 2010)
- "Asleep in the Lord" (The New Yorker, 2011)
- "Bronze" (The New Yorker, 2018)

### Magyarul megjelent
- Egy test, két lélek, avagy Egy lánynak született fiú története (Middlesex) – Tericum, Budapest, 2005 · ISBN 9639633046 · Fordította: Kovács Kristóf
- Öngyilkos szüzek (The Virgin Suicides) – Tericum, Budapest, 2008 · ISBN 9789639633469 · Fordította: Barta Judit
- Házassági összeesküvés (The Marriage Plot) – Tericum, Budapest, 2012 · ISBN 9789639633971 · Fordította: Kovács Kristóf

## Fordítás
- Ez a szócikk részben vagy egészben  a   Jeffrey Eugenides című angol Wikipédia-szócikk fordításán alapul.  Az eredeti cikk szerkesztőit annak laptörténete sorolja fel. Ez a jelzés csupán a megfogalmazás eredetét és a szerzői jogokat jelzi, nem szolgál a cikkben szereplő információk forrásmegjelöléseként.